# Chrást (powiat Nymburk)
Chrást – gmina w Czechach, w powiecie Nymburk, w kraju środkowoczeskim. Według danych z dnia 1 stycznia 2013 liczyła 500 mieszkańców.